# Umberto Marengo
Umberto Marengo (Giaveno, 21 luglio 1992) è un ciclista su strada e mountain biker italiano. Professionista su strada dal 2019, anno in cui ha vinto una tappa al Tour of Utah, al 2022, dal 2023 è attivo nel mountain biking.

## Carriera
Nato nel 1992 a Giaveno, in provincia di Torino, partecipa alle prime gare ciclistiche già a 8 anni.
Da Elite vince diverse corse, tra le quali una delle prove del Challenge du Prince in Marocco, il Trophée de l'Anniversaire, nel 2017 con la Delio Gallina-Colosio-Eurofeed, e la Coppa Messapica, nel 2018 con la Viris L&L-Sisal Matchpoint.
Nel 2019, a 27 anni, passa professionista con la Neri Sottoli di Angelo Citracca; in stagione partecipa alla Milano-Sanremo, arrivando 77º, e al Giro di Lombardia, ritirandosi. Nello stesso anno ottiene una vittoria, aggiudicandosi la prima tappa del Tour of Utah. Nel 2020 è confermato nella squadra di Citracca, nel frattempo diventata Vini Zabù KTM. Nel 2021 passa alla Bardiani-CSF-Faizanè diretta da Roberto Reverberi, con cui partecipa al suo primo Giro d'Italia, mentre nel 2022 è alla Drone Hopper-Androni Giocattoli diretta da Gianni Savio.
A fine 2022, con il ridimensionamento della Drone Hopper di Savio, decide di passare al mountain biking (specialità marathon) con il team Boscaro Racing Team di Collegno.

## Palmarès
- 2017 (Delio Gallina-Colosio-Eurofeed, quattro vittorie)

Challenge du Prince - Trophée de l'Anniversaire
Coppa Mobilio Ponsacco
Targa Crocifisso
4ª tappa Vuelta a Tenerife (Los Silos > San Cristóbal de La Laguna)
- 2018 (Viris L&L-Sisal Matchpoint)

Coppa Messapica
Circuito del Compitese
Piccolo Giro dell'Emilia
G.P. Coperte di Somma
- 2019 (Neri Sottoli, una vittoria)

1ª tappa Tour of Utah (North Logan > North Logan)

### Altri successi
- 2017 (Delio Gallina-Colosio-Eurofeed)

2ª tappa Vuelta a Tenerife (Tejina, cronosquadre)

## Piazzamenti

### Grandi Giri
- Giro d'Italia

2021: 139º

### Classiche monumento
- Milano-Sanremo

2019: 77º
2020: 76º
2021: 50º
2022: 153º
- Giro di Lombardia

2019: ritirato
2022: ritirato